# Marcipán
Marcipán je cukrářská hmota, jejímž základem jsou oloupané a rozdrcené sladké mandle a cukr, někdy s příměsí mandlového oleje nebo extraktu, které se prohnětou do požadované konzistence, případně se zahřívají a odpařují do požadované vlhkosti. Jejich vzájemný poměr není přesně stanoven, ale obecně platí, že čím větší podíl mandlí, tím vyšší jakost marcipánu. Jedna z receptur požaduje například pro základní surovou marcipánovou hmotu nejméně 50 % mandlí a nejvýše 50 % cukru. V méně kvalitních marcipánech mohou být mandle nahrazeny např. burskými nebo lískovými oříšky, kokosem nebo sušeným mlékem, které je používáno zvláště v domácích receptech na „marcipán“. Některé výrobky neobsahují ani minimální podíl mandlí a mandlová chuť a vůně se docilují použitím aromatu.
Marcipán je buď upravován pro přímou spotřebu (do tvaru různých tyčinek, válečků a dalších tvarů), nebo se z něj vyrábějí další výrobky či polotovary (např. ozdoby na dorty)

## Historie marcipánu
Marcipán pochází z Orientu, odkud se rozšířil do Španělska a Portugalska. Přes Benátky, které byly křižovatkou obchodních cest, se během křížových výprav dostal dále do Evropy. Ve 14. století byl podáván jako dezert jen na stolech té nejvyšší vrstvy a až do 18. století se věřilo, že má léčebné účinky. Teprve po objevení Ameriky, odkud se do Evropy rozšířila cukrová třtina, bylo dost cukru na to, aby se mohlo začít s masovější výrobou marcipánu. S rozvojem průmyslové výroby pak marcipán zcela zlidověl.

## Průměrný obsah látek a minerálů
Tabulka udává dlouhodobě průměrný obsah živin, prvků, vitamínů a dalších nutričních parametrů zjištěných v marcipánu.
| Složka          | Jednotka | Průměrný obsah | Prvek (mg/100 g) | Průměrný obsah | Složka (mg/100g) | Průměrný obsah |
| --------------- | -------- | -------------- | ---------------- | -------------- | ---------------- | -------------- |
| voda            | g/100 g  | 10,2           | Na               | 21             | vitamin C        | 1              |
| bílkoviny       | g/100 g  | 10,4           | K                | 336            | vitamin D        | 0,0001         |
| tuky            | g/100 g  | 25,8           | Ca               | 115            | vitamin E        | 10,82          |
| cukry           | g/100 g  | 48,7           | Mg               | 122            | vitamin B6       | 0,2            |
| celkový dusík   | g/100 g  | 1,97           | P                | 262            | vitamin B12      | 0,0002         |
| vláknina        | g/100 g  | 3,3            | Fe               | 1,6            | karoten          | 0              |
| mastné kyseliny | g/100 g  | 0,5            | Cu               | 0,49           | thiamin          | 0,10           |
| cholesterol     | mg/100 g | 0              | Zn               | 1,6            | riboflavin       | 0,37           |
| Se              | mg/100 g | 0,002          | I                | 0,005          | niacin           | 1,4            |
| energie         | kJ/100 g | 1934           | Mn               | 0,8            | Cl               | 20             |

## Galerie

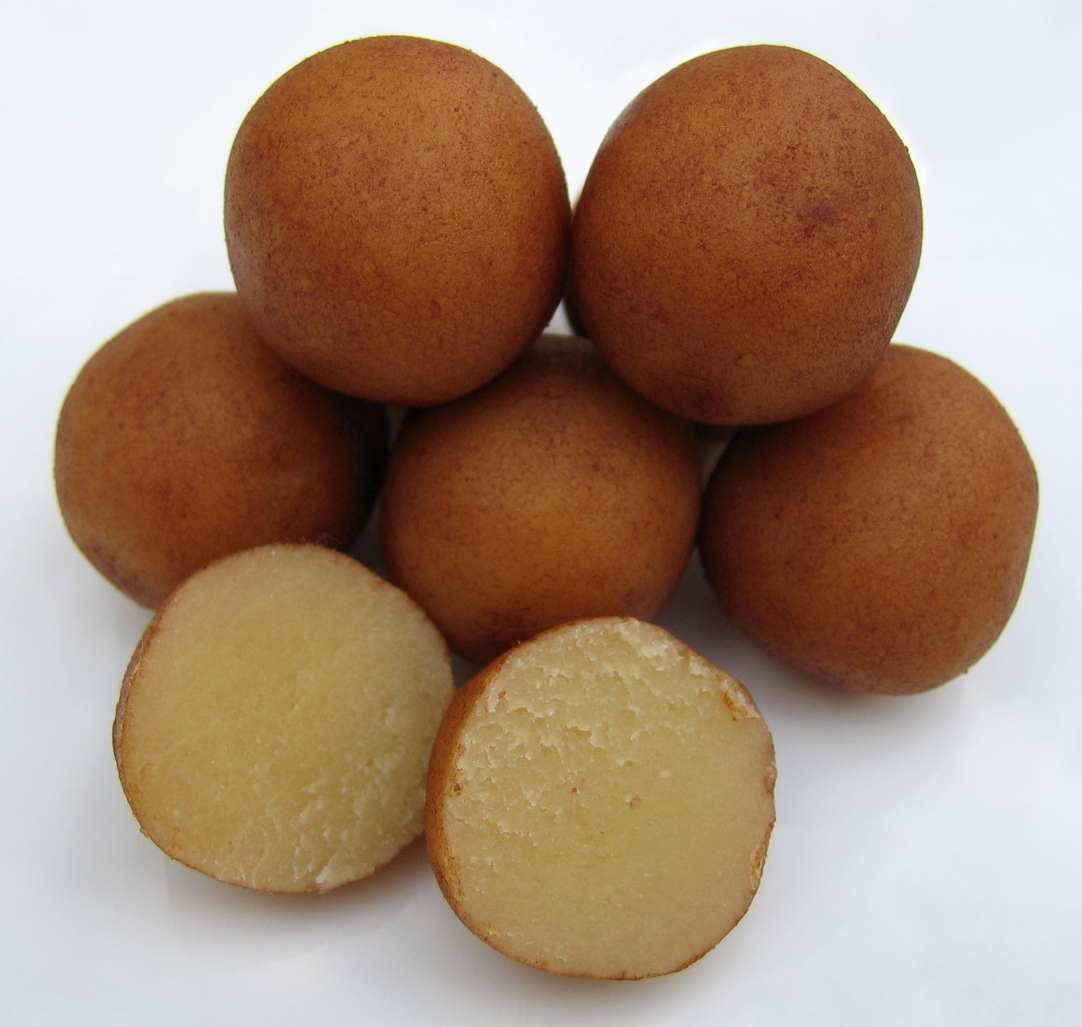
Marcipánové brambory
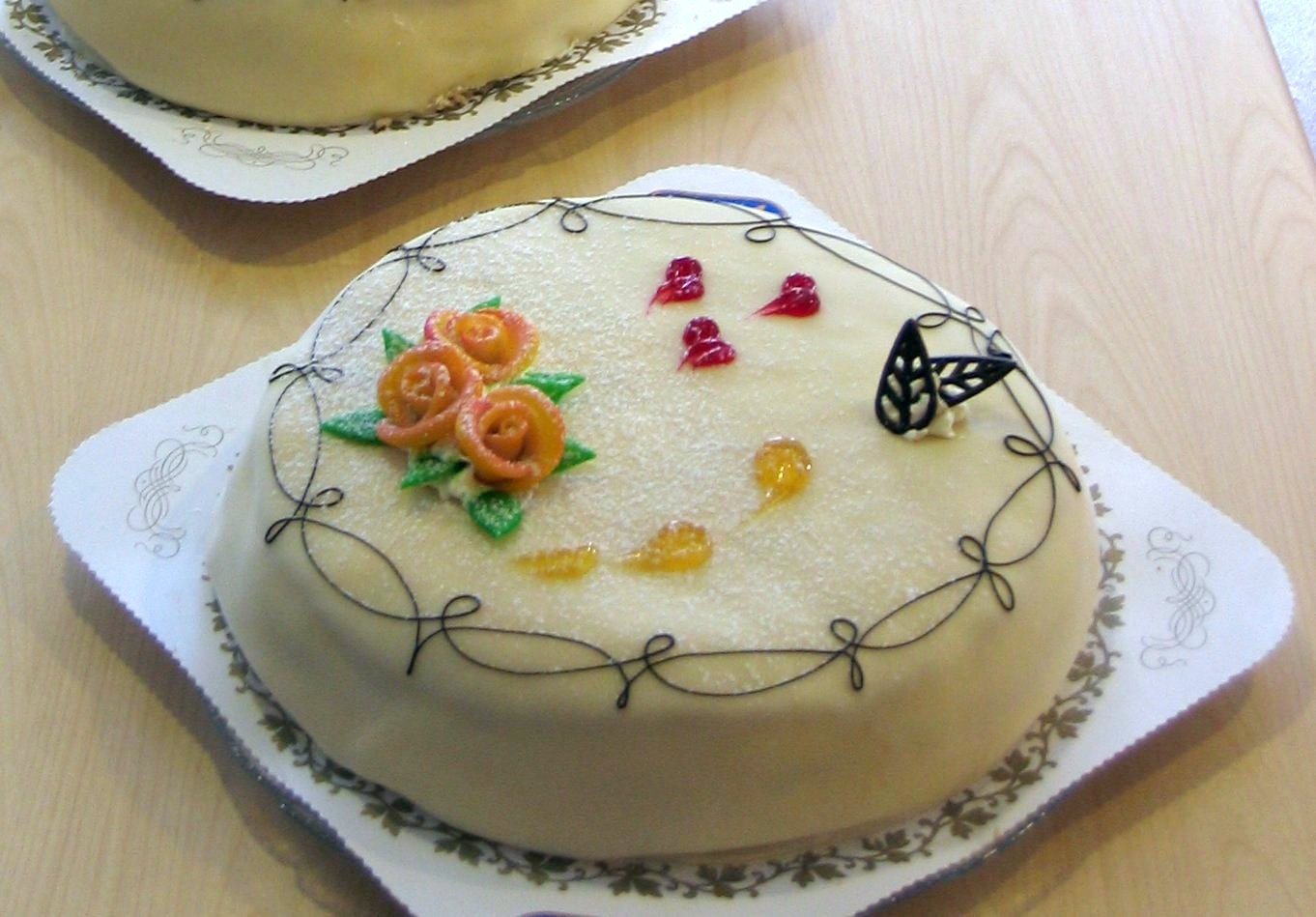
Dort zdobený marcipánem
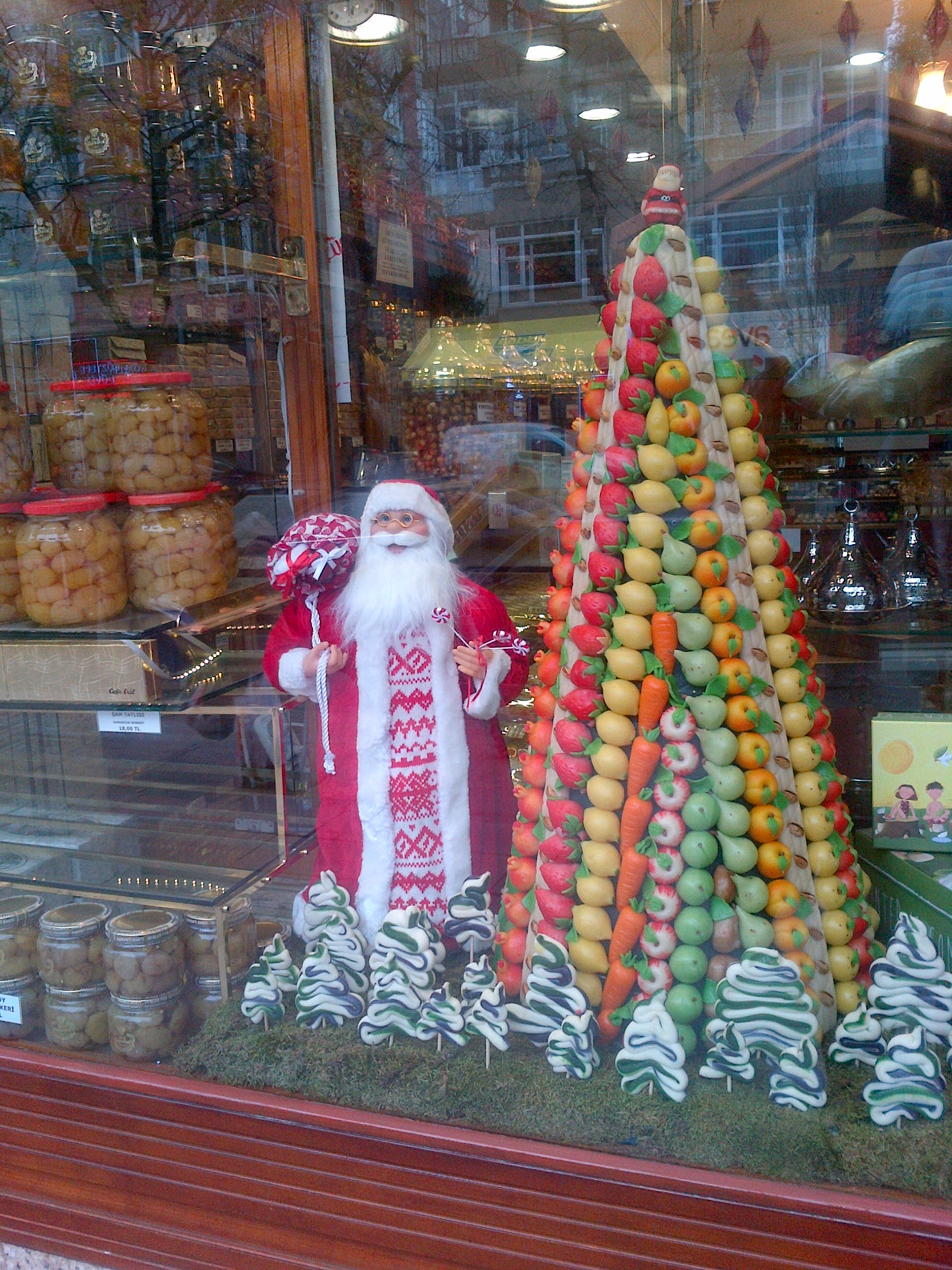
Marcipán